# Antoine Candelas
Antoine Candelas es un cantautor francés. Sus padres eran republicanos
españoles que se habían refugiado en Francia al finalizar la guerra civil.
Antoine nació en Langogne, Lozère, el 10 de abril de 1942; pero, desde los dos años hasta la edad adulta, vivió en Banyuls-sur-Mer, Pirineos Orientales. 
Después de haber terminado sus estudios de Magisterio en Perpiñán, decidió abandonar la docencia, en 1975, para iniciar una carrera artística que se prolonga hasta la actualidad. 
Fue descubierto por el cazatalentos Jacques Canetti, que también fue el productor de algunos de sus discos. 
Desde 1975 hasta 1986 realizó giras por Francia, Bélgica, Suiza, Países Bajos, Portugal y España.
Desde 1986 reside en Madrid, en el barrio de Moratalaz, con su esposa e hijo, y vuelve a la enseñanza en el colegio francés Saint-Exupéry, hasta su jubilación. En este periodo compuso numerosas canciones infantiles en francés para sus alumnos.
Ahora, ya jubilado, se dedica a componer e interpretar canciones en español, junto con temas de Georges Brassens, traducidos por él a nuestra lengua.

## Algunos de sus discos
- LP «Alignements», Les Disques C.E.L SP 02., 1975

- LP «Espagnol», Publicis-Musique / Jacques Canetti 48 904, 1977

- LP «Il a semé le paysan», Jacques Canetti 48 877, 1978

- LP «Les fêtes nationales», Jacques Canetti 48 883, 1980

- LP «Train de banlieue», Antoine Candelas, Ami disc AMI 007, 1984
- LP «Morosité», Centre d’Art du Verseau M 10025, 1986